# Плотниково (деревня, Кемеровская область)
Пло́тниково — деревня в Промышленновском районе Кемеровской области. Входит в состав Плотниковского сельского поселения.

## География
Центральная часть населённого пункта расположена на высоте 162 м над уровнем моря.

## Население
| 2010 |
| ---- |
| 260  |

### Половой состав
По данным Всероссийской переписи населения 2010 года, в деревне Плотниково проживало 260 человек (128 мужчин, 132 женщины).